# Boletus projectelloides
Boletus projectelloides es una especie de hongo boleto en la familia Boletaceae. Fue encontrado en Belice, y fue descrito por primera vez en el 2007.